# Зграда Соколског дома „Матица“
Зграда Соколског дома „Матица” је саграђена у периоду од 1929. до 1935. године према пројекту архитекте Момира Коруновића, великог поборника соколског покрета. У њој се до 1968. године налазио Државни институт за фискултуру (популарано ДИФ). Проглашена је за споменик културе 2007. године. Налази се у Делиградској 27. Институт се 1968. године сели у нову зграду у Кошутњаку (данас Факултет спорта и физичког васпитања), а стара зграда се и даље користи као спортски објекат (популарно Стари ДИФ).

## Историјат
Зграда Соколског дома „Матица” је саграђена у периоду од 1929. до 1935. године према пројекту архитекте Момира Коруновића, док је аутор главног портала био Николај Краснов. Према првобитном пројекту објекат је замишљен као величанствени храм соколства и требало је да буде најлепши украс Врачара и целог Београда. Највећи донатор био је Краљ Александар Карађорђевић.

## Карактеристике
Током градње је дошло до већих измена у односу на првобитну и планирана богата скулпторална декорација је изостала. Присутна је наглашена симетрија и у вези са њом академска строгост грађевине, али је аутор успео да очува романтичарски карактер изгледа грађевине. Око објекта је подигнут комплекс спортских терена и он је више деценија био централни спортски објекат у Београду. У Великој дворани Живорад Настасијевић је 1941. године, на површини од 43 m² , насликао у фреско-техници композицију „За част отаџбине”. На њој је приказан један од најпознатијих догађаја из националне историје - прелазак српске војске преко Албаније. После Другог светског рата фреска је прекречена, али су чишћење и рестаурација извршени 1970-1971. године. Зграда Соколског дома „Матица“ је објекат значајне архитектонске и културно-историјске вредности. Представља најзначајније Коруновићево остварење јавне намене у његовом опусу везаном за Београд.